# Canterbury (Nova Zelândia)
Canterbury (em māori, Waitaha; em português, Cantuária) é uma região da Nova Zelândia situada no centro-leste da Ilha Sul. A região abrange uma área de 45 346 km², o que a converte na maior do país. 
A região tomou a sua forma atual em 1989 após a reforma da administração local. O distrito de Kaikoura uniu-se à região em 1992 como consequência da abolição do Conselho Regional de Nelson-Marlborough.
A cidade de Christchurch é a capital da região, a maior de Ilha Sul e a terceira maior área urbana, acolhendo 600 100 habitantes e cerca de 65% da população regional. Outras cidades de importância são Timaru, Ashburton, Rangiora e Rolleston.